# Klein Schimnitz
Klein Schimnitz (polnisch Zimnice Małe, 1936–1945 Klein Schimmendorf, 1945–200: Ziemnice Małe) ist ein Ort in Gemeinde Proskau (Prószków) im Powiat Opolski der Woiwodschaft Opole (Oppeln) in Polen.

## Geographie
Das Straßendorf Klein Schimnitz liegt sechs Kilometer östlich von Proskau und elf Kilometer südlich Oppeln in der Nizina Śląska (Schlesischen Tiefebene) an der Oder. Durch den Ort verläuft die Droga wojewódzka 429.
Nachbarorte von Klein Schimnitz sind im Westen die Stadt Proskau, im Norden Zlönitz (Źlinice) und im Südwesten Groß Schimnitz (Zimnice Wielkie).

## Geschichte

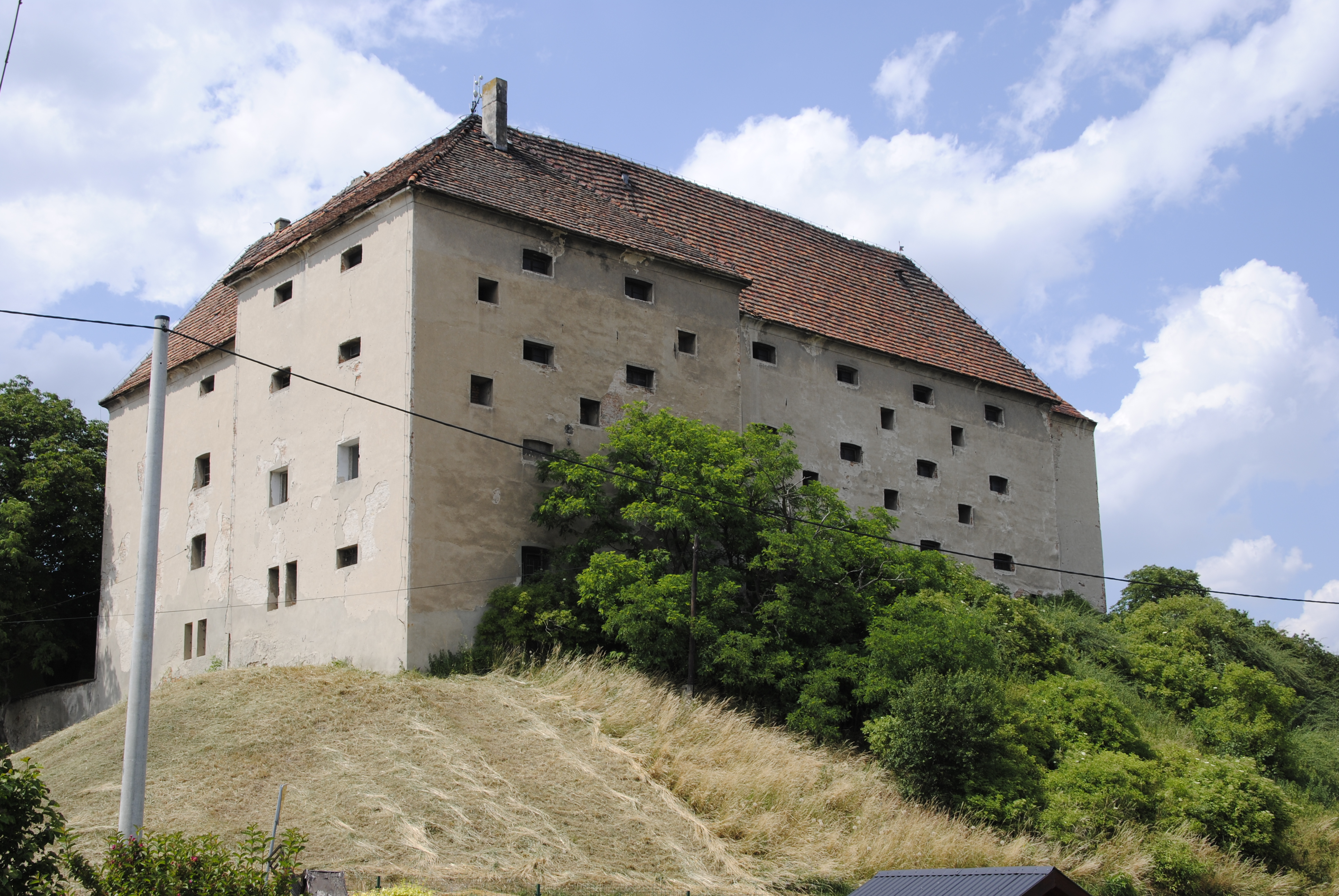
Zu einem Speichergebäude umgebaute Burg

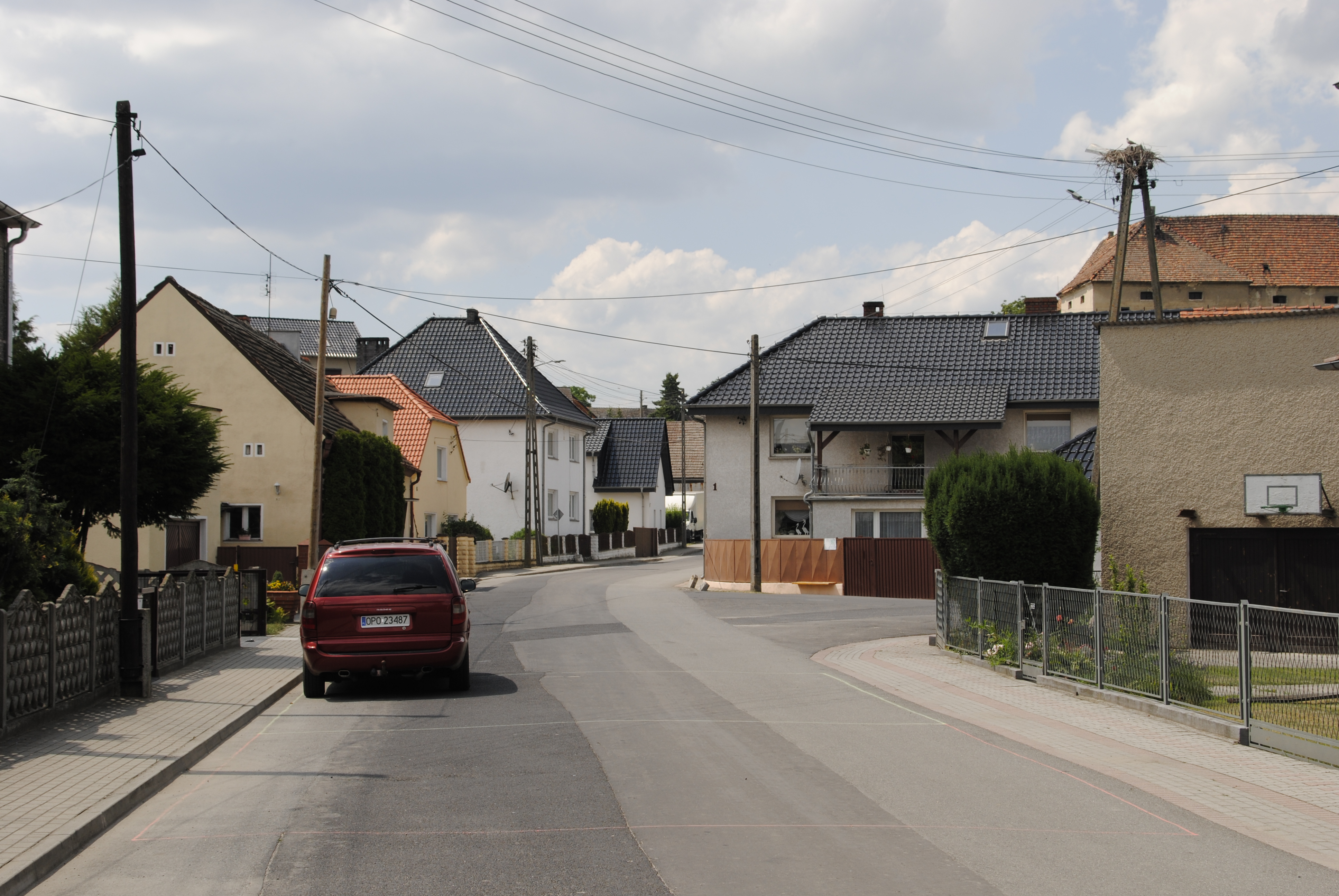
Dorfpartie

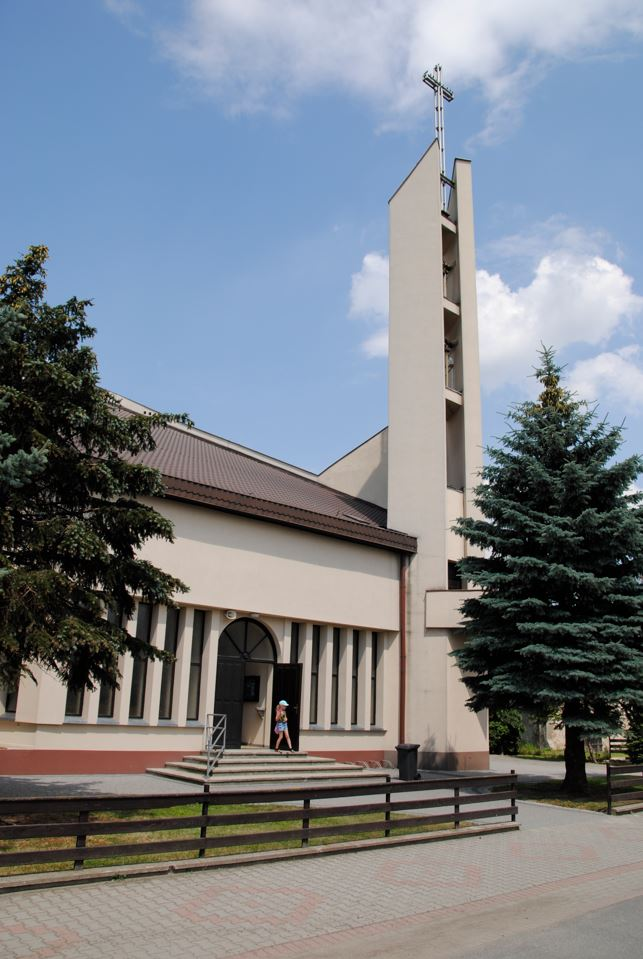
Kirche St. Franziska

“Symanovicz” wurde erstmals 1295 urkundlich erwähnt, wobei nicht bekannt ist, ob Klein Schimnitz oder Groß Schimnitz gemeint war. 1531 wurde das Dorf als Min.  Schmenitze erwähnt. Der Name Schimnitz leitet sich vom slawischen Begriff Ziemnice (Landgut) ab.
Nach dem Ersten Schlesischen Krieg 1742 fiel Klein Schimnitz mit dem größten Teil Schlesiens an Preußen. 1784 zählt das Dorf ein Vorwerk, 12 Gärtner und einige Einlieger.
Nach der Neuorganisation der Provinz Schlesien gehörte die Landgemeinde Klein Schimnitz ab 1816 zum Landkreis Oppeln, mit dem es bis 1945 verbunden blieb. 1845 bestanden im Dorf zwei Vorwerke, zwei Schmieden und weitere 38 Häuser. Im gleichen Jahr lebten in Klein Schimnitz 350 Einwohner, davon 31 evangelisch. 1855 waren es 366 Einwohner. 1865 hatte Klein Schimnitz ein Schloss, 11 Gärtner, 24 Häusler und 30 Einlieger sowie eine Windmühle. Die Bewohner waren nach Groß Schimnitz eingepfarrt und eingeschult. 1874 wurde der Amtsbezirk Groß Schimnitz gegründet, dem die Landgemeinden Boguschütz, Groß Schimnitz, Klein Schimnitz und Zlönitz und den Gutsbezirk Klein Schimnitz Domäne eingegliedert wurden. 1885 zählte der Ort 510 Einwohner.
Bei der Volksabstimmung in Oberschlesien am 20. März 1921 stimmten 187 Wahlberechtigte für einen Verbleib bei Deutschland und 85 für Polen. Klein Schimnitz verblieb beim Deutschen Reich. 1933 lebten im Ort 504 Einwohner. Am 19. Mai 1936 wurde Klein Schimnitz in Klein Schimmendorf umbenannt. 1939 hatte der Ort 500 Einwohner.
Als Folge des Zweiten Weltkriegs fiel Klein Schimmendorf 1945 mit dem größten Teil Schlesiens an Polen. Nachfolgend wurde es in Zimnice Małe umbenannt. Die deutsche Bevölkerung wurde, soweit sie nicht vorher geflohen war, weitgehend vertrieben. Die neu angesiedelten Bewohner waren teilweise Zwangsumgesiedelte aus Ostpolen, das an die Sowjetunion gefallen war.
1945–1950 gehörte Zimnice Małe zur Woiwodschaft Schlesien. 1950 wurde es der Woiwodschaft Opole eingegliedert.
Am 8. Juli 1990 wurde die Kirche St. Franziska geweiht. Beim Jahrhunderthochwasser der Oder 1997 wurden die östliche Bereiche des Dorfes teilweise überflutet, darunter auch die katholische Kirche. 1999 kam der Ort zum wiedergegründeten Powiat Krapkowicki. Am 7. Oktober 2004 wurde der Ortsname in Zimnice Małe geändert. Am 11. Juli 2006 wurde in der Gemeinde Prószków, der Zimnice Małe angehört, Deutsch als zweite Amtssprache eingeführt. Am 30. April 2010 erhielt der Ort zusätzlich den amtlichen deutschen Ortsnamen Klein Schimnitz.

## Sehenswürdigkeiten
- Der Speicher (poln. Spichlerz folwarczny) ist eine ehemalige Burganlage auf einem Hang, der in Richtung Südosten zur Oder abfällt. Die Burg wurde vermutlich im 16. Jahrhundert erbaut und gehörte zum Schloss Proskau. Zu Beginn des 19. Jahrhunderts wurde die Burganlage zu einem Speicher umgebaut. Die Anlage besitzt einen L-förmigen Grundriss, vier Geschosse sowie einen offenen Innenhof.[12] Das Gebäude steht seit 1974 unter Denkmalschutz.[13]
- Die römisch-katholische Kirche St. Franziska (poln. Kościół św. Franciszka z Asyżu) wurde 1990 geweiht.
- Barocke St.-Isidora-Kapelle an der Straßen nach Proskau
- Wegkapelle aus dem 18. Jahrhundert
- Steinernes Wegkreuz

## Vereine
- Deutscher Freundschaftskreis